# 勒兰-拉皮若勒
勒兰-拉皮若勒（法語：Lelin-Lapujolle，法語發音：[ləlɛ̃ lapyʒɔl]）是法国热尔省的一个市镇，属于米朗德区。该市镇于1822年由原市镇勒兰（Lelin）和拉皮若勒（Lapujolle）合并而成。

## 地理
勒兰-拉皮若勒（43°42'24"N, 0°8'47"W）面积13.56 平方千米，位于法国奧克西塔尼大區热尔省，该省份为法国西南部内陆省份，北起顺时针与洛特-加龙省、塔恩-加龙省、上加龙省、上比利牛斯省、大西洋比利牛斯省和朗德省接壤。
与勒兰-拉皮若勒接壤的市镇（或旧市镇、城区）包括：下阿尔布拉德、热尔省巴瑟洛讷、科蒙、拉讷苏比朗、吕佩-维奥勒、圣热尔梅、圣格里耶德。

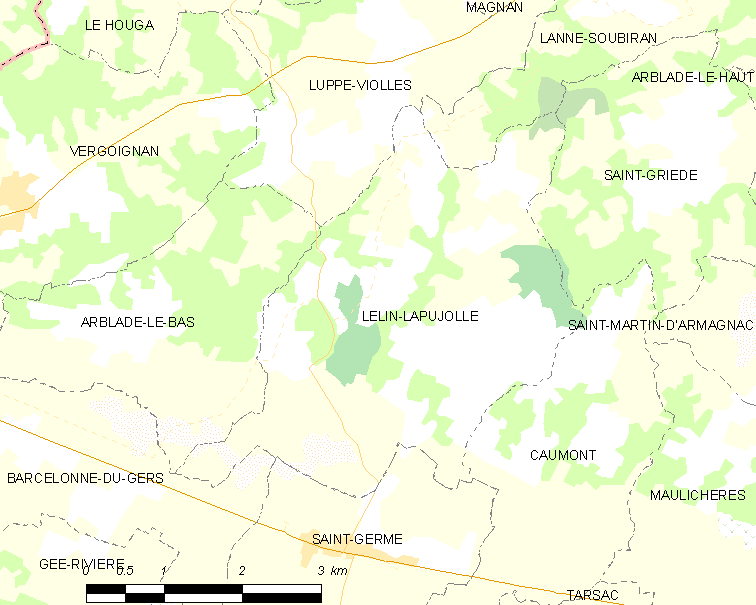
勒兰-拉皮若勒的OSM定位图

勒兰-拉皮若勒的时区为UTC+01:00、UTC+02:00（夏令时）。

## 行政
勒兰-拉皮若勒的邮政编码为32400，INSEE市镇编码为32209。

## 政治
勒兰-拉皮若勒所属的省级选区为热尔阿杜尔县。

## 人口

1962-2008年间勒兰-拉皮若勒人口变化图示

勒兰-拉皮若勒于2022年1月1日时的人口数量为276人。